# Hällberget
Hällberget ist ein 642 Meter hoher Berg in Offerdal in der schwedischen Gemeinde Krokom, in Jämtlands län. Am Fuße des Berges liegt das Dorf Kaxås. 
Es gibt einen Wanderweg von Kaxås bis zur Hütte auf dem Berg. Der Hällberg ist ein bekanntes Gebiet zum Klettern. 

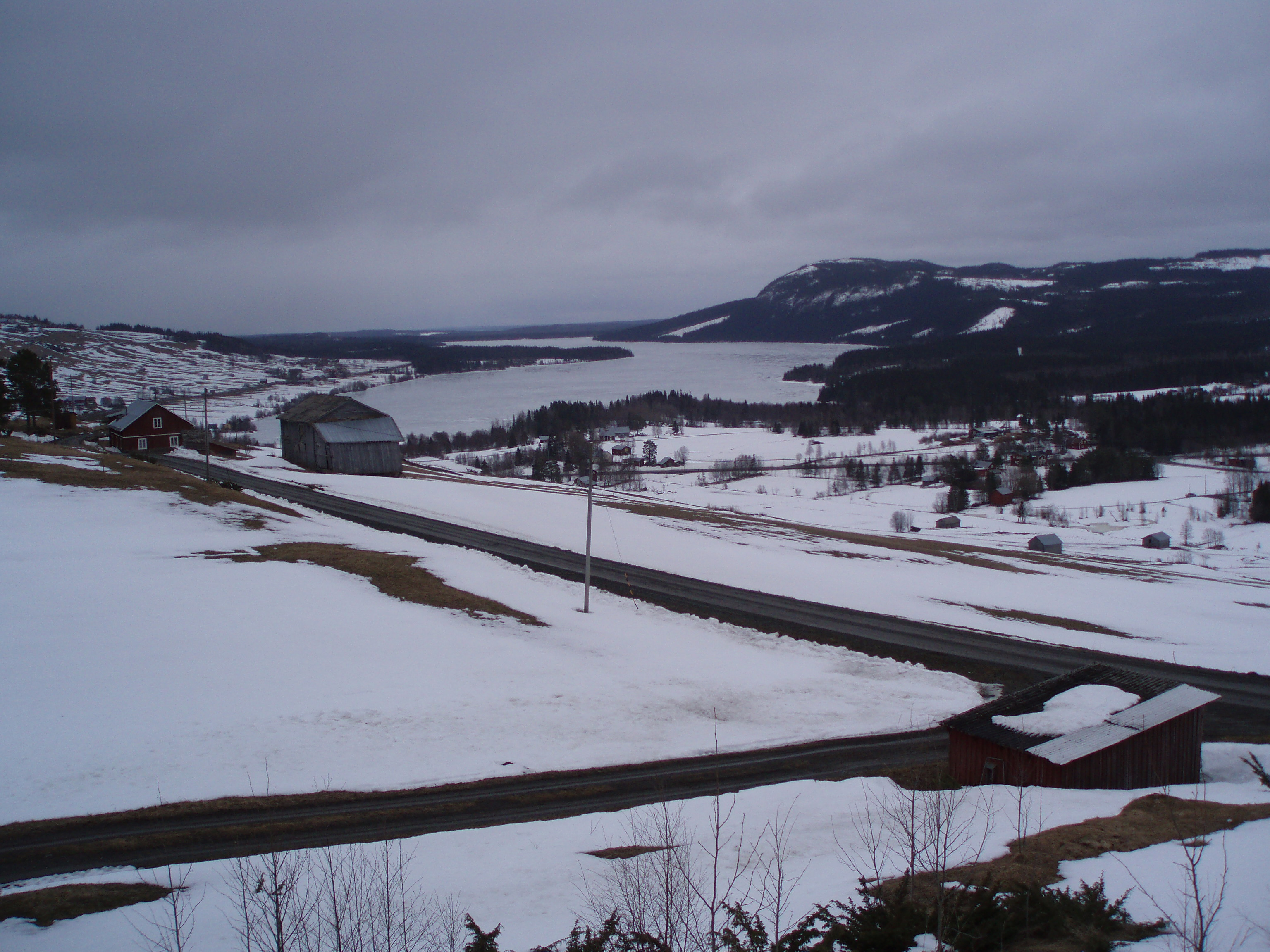
Hällberget im Winter